# Avebury
Avebury és l'emplaçament d'un cercle de pedres datat fa més de 5.000 anys. És al comtat anglès de Wiltshire, prop de la ciutat del mateix nom. El 1986 fou declarat Patrimoni de la Humanitat per la UNESCO.

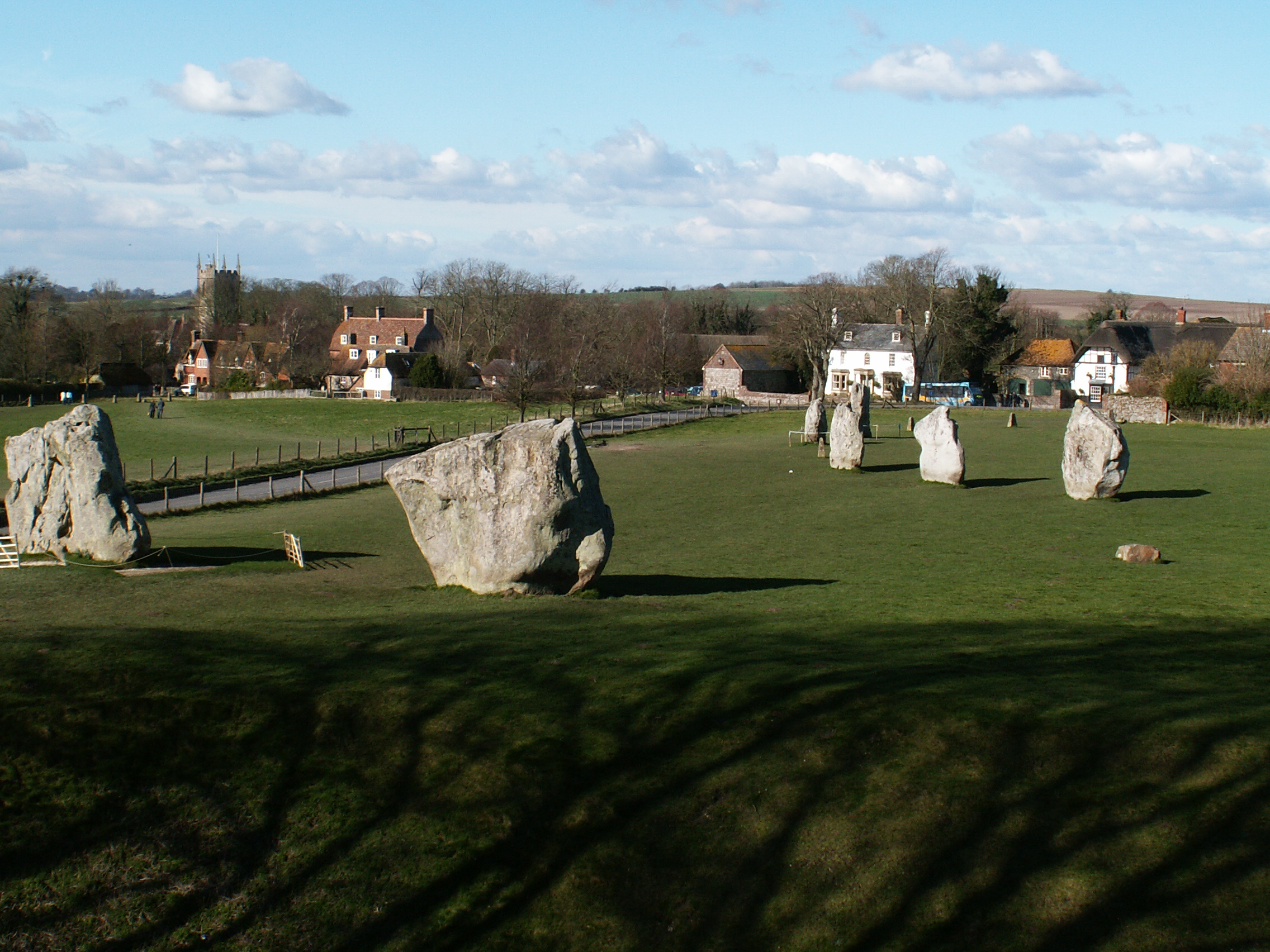
Vista general del cercle central a Avebury.

És dels més grans monuments del Neolític a Europa, més antic que el de Stonehenge, que es troba uns kilòmetres més al sud.
El monument es compon de diferents cercles de pedres. El cercle exterior té un diàmetre de 335 metres i és el més gran de tots els monuments prehistòrics localitzats. En origen estava format per 98 pedres; algunes d'elles de més de 40 tones. L'alçada de les pedres va des de 3,6 fins a 4,2 metres. Les proves del carboni 14 les han datades a entre el 2800 i el 2400 aC.
A prop del centre del monument trobem dos cercles de pedres més, separats entre si. El cercle del nord fa 98 metres de diàmetre encara que només queden en peu un parell de pedres de les que el componien. Al centre hi ha una cova feta amb tres pedres, amb l'entrada apuntant cap al nord-oest.
El cercle del sud té 108 metres de diàmetre. Està pràcticament destruït i algunes seccions estan ara entre els edificis del poble. Un monòlit de 5,5 metres d'alt estava col·locat al centre tocant amb un alineament de petites pedres que es destruïren el segle xviii. Moltes de les pedres originals van ser destruïdes el segle xvi per proveir de material de construcció i facilitar el conreu de les terres. Estava unit al Santuari per l'avinguda Kennet, de 2,5 quilòmetres de llarg i 25 m d'ample.v